# Злочинність у Швеції

Збільшення повідомлень про насильницькі злочини у Швеції з 1976 р. до 2006 р.. За три десятиліття повідомлення про насильницькі злочини збільшилася на 200%

Злочинність у Швеції — стан правопорушень та правопорядку Швеції. На 9350000 громадян Швеції відомо про 1410000 злочинів, до влади в 2009 р. (близько 151 злочинів на 1000 жителів). Число зареєстрованих злочинів зросла радикально, бо збір статистичних даних почався в 1950 р.. Багато що з цього було приписано вищому рівню звітності злочинів, але основним фактором є абсолютне збільшення випадків злочинів.

## Динаміка злочинності

Зареєстровані злочини на душу населення у Швеції збільшилася в період між 1950 р. та 2005 р.. Статистика повідомлень про насильницькі злочини, зґвалтувань і грабежі різко зросли, але повідомлення про крадіж зі зломом скоротилося після 1989 р.

### Історична статистика
- 1950 р. був роком, коли Швеція розпочала записувати національну статистику злочинів. У 1950 р. було зареєстровано 195 000 злочинів.
- У 1964 р. це число становило 368 000 випадків правопорушень.
- У період між 1975 та 1990 рр., кількість зареєстрованих злочинів збільшилася на 61 відсоток з постійною швидкістю. У 1990-ті роки і в останні роки їх число коливалося в межах року, але в цілому не росте.

### Злочинність демографічна
Люди не-шведського походження надмірно представлені в статистиці злочинів Швеції.
- У період між 1997–2001 рр., 25% з майже 1520000 злочинів було скоєні особами, що народилися за кордоном Швеції, в той же час як майже 20% були вчинені громадянами Швеції іноземного походження, які народилися у Швеції. З Північної Африки та Близького Сходу були надмірно представлені[3].

## Злочинність за типом
Злочинів станом на 2003 р. пов'язані з 53% крадіжок, 13% були хуліганство (грабежі з нападами і сексуальним насильством), 12% розбій і руйнування, 6% була торгівля людьми («трафік» не рахуючи незначних інцидентів), 5% були пов'язаним із шахрайством і 3% були пов'язані з наркотиками.
Багато злочинів не повідомляється. За даними досліджень, лише 22% людей постраждали від насильства; постраждали від злочинів в органах влади близько 50% людей (вандалізм). Деякі збільшуються в статистиці відносно до вищого рівня звітності.

### Вбивства
У 2009 р. — початок 2010 р. було 232 вбивства (повідомлення прес-центру шведської поліції). З цих 232 вбивства було 93 смертельні випадки в результаті замаху на вбивство, напади або вбивства були невідомого походження (18 смертей), 7 смертей відбулася за кордоном Швеції, 5 — під слідством. Фактичне число вбивств склало до 93 в 2009 р., а середня фактична цифра була 94,25 у період з 2002 до 2009 р.. Це дає статистично близько 1 вбивства на 100000 громадян Швеції.
Повідомлення про вбивства у Стокгольмі знаходиться на одному рівні з більшістю міст, щорічно близько 3 вбивств на 100 000 жителів, хоча цифри важко порівняти у зв'язку з великими коливаннями між роками. Вбивства значно рідше, ніж у XIX столітті і у більш ранніх епох. Хоча залежить від вивчення цього питання від фіксування в архівних документах фактів злочинів.

Поточні показники вбивств у Стокгольмі з 1400 р.. Статистика знизилася значно: з 45 на 100000 громадян до мінімуму 0,6 у 1950-х роках. Але в останні десятиліття стали повільно зростати статистичні показники вбивств

### Суїциди
Згідно з соціологією медицини Швеція стала лідером у статистиці Європи з суїцидів серед шведів самогубців при високому рівні матеріального достатку та низькому духовному житті (див. Культура Швеції — «Шведська сім'я»; «Відношення до гомосексуальності» — Церква Швеції).

### Злочини на сексуальному ґрунті
- У 2009 р. було 15 700[7] повідомлень про сексуальні злочини у Швеції, тобто відбулося зростання на 8% у порівняно з 2008 р., з яких 5940 були зґвалтуванням і сексуальними домаганнями (у тому числі ексгібіціонізм), що склало 7590 доповідей[1].
- У квітні 2009 р. було повідомлено, що злочини на сексуальному ґрунті зросли на 58% більше, ніж за попередні десять років[8]. За даними дослідження 2009 р. Європейського Союзу, Швеція має один з найвищих показників зареєстрованих зґвалтувань в Європі[9].

Існує дискусія про те, чому такі показники настільки високі (майже 168 злочинів на сексуальному ґрунті на 100 000 жителів). Деякі стверджують, що високі показники в порівнянні з іншими країнами не відображають відмінностей у частоті правопорушень, але через відмінності в інших факторах, таких, як практика кількох злочинів проти однієї жертви (наприклад, насильство в сім'ї), набагато вище, звітність про сексуальні злочини жертвами, ніж в інших національних культурах, і набагато ширше визначення кримінальної сексуальної поведінки і прогресивніше ставленням до того, що являє собою сексуальне переслідування (Швеція була піонером у своєму підході до зґвалтування — наприклад, була однією з перших країн у світі, що забороняють зґвалтування в шлюбі з 1965 р. набагато раніше, ніж в інших західних країнах — наприклад, у Німеччині заборонено таке було тільки в 1997 р.).
Тим не менше, Швеція з високими показниками злочинності дійсно відображає серйозні проблеми з сексуальними злочинами: в 2009 році в дослідженні Європейського Союзу, дослідник заявив, що високий рівень зґвалтувань Швеції не може бути пояснений схильністю повідомляти зґвалтування, і що зґвалтування було дійсно поширеніше саме у Швеції. Міжнародна амністія звинуватила Швеці. у «глибоко вкоріненій патріархальній гендерній нормі» (проте в 2006 р. Швеція займала місце «номер один» серед країн з гендерною рівністю). Іммігранти вп'ятеро більш звинувачуються у сексуальних злочинах. Доповідь шведських демократів опублікована у вересні 2010 р. і сформована з 114 із 253 судових рішень з усієї країни, має заяву, що 48% засуджених ґвалтівників у Швеції в 2009 р. народилися за кордоном Швеції.
Швеція є однією з небагатьох країн у світі, де є кримінальна відповідальність за купівлю статевих актів (клієнт здійснює сексуальний злочин, але не повія, яка вважається потерпілою). Закон не робить відмінностей між добровільною і примусовою проституцією.

### Вуличні пограбування
- В кінці 1990-х років певні злочини привернули увагу засобів масової інформації: це вуличний грабіж серед молоді. Деякі групи звинуватили іммігрантів через це відбулося збільшення за ці роки, хоча статистика мала падіння з 1994 р., але щодо іммігрантів, що залишилися у Швеції. Деякі райони визначають криміногенну ситуацію у відповідних містах — «Бергсієн» у Гетеборзі, «Рінкебю» в Стокгольмі, і «Русенгорд» у Мальме. Ці райони з низьким соціально-економічними стандартами життя і високим рівнем безробіття призвели до сегрегації. У той же час швидкість зростання злочинів серед іноземців пов'язані були з реєстрацією, що знаходиться на значному рівні для шведських стандартів, але низьке — у порівнянні з іншими країнами світу. З приводу цього було багато суперечок в шведських ЗМІ з опонентами підтримки претензій результату ксенофобії, ворожості і нерозуміння, в той же час як інші критикують ЗМІ, що ті не передають статистику злочинів серед іммігрантів.
- Дослідження опубліковане в 2000 р. Національною радою з попередження злочинності[14]: Про підлітків у 9-х класів, 10% хлопчиків і 5% дівчаток мали на меті пограбування протягом попередніх 2 років. Темпи зростання злочинності серед гімназистів були приблизно однаковими. 10% хлопчиків і 5% дівчаток опитаних зізнався, що пограбували когось. Бажані об'єкти були переважно гроші (35%) і мобільні телефони (34%). Середнє значення вкрадених речей були близько 700 шведських крон (~ 90 доларів США). Ювенальна юстиція про грабежі повідомляє поліцію щорічно.

| Місто     | 1995 | 1996 | 1997 | 1998 | 1999, Січень — Червень |
| --------- | ---- | ---- | ---- | ---- | ---------------------- |
| Мальме    | 53   | 58   | 170  | 210  | 196                    |
| Стокгольм | 569  | 411  | 709  | 682  | 613                    |

Те ж саме дослідження також показало, що лише близько 50% грабежів було зареєстровано в поліції.

## Покарання
Частка населення ув'язнена в пенітенціарних установах значно нижча, ніж у більшості інших країн світу.
- З 100 000 жителів, 79 перебували в пенітенціарних установах в 2001 р., що трохи вище, ніж у інших скандинавських країнах. У порівнянні з більшістю промислово розвиненими країнами Європи ці показники підвищилися швидко на близько як 100 (Англія та Уельс 125, Німеччина 97, Італія 90), і деякі держави Східної Європи є у діапазоні 150–300. Росія займає місце вище, ніж Швеція з 577 ув'язненими на 100000 громадян, поступаючись лише США з показником у 743. Деякі з цих чисел можуть бути пов'язані зі змінами типу ув'язнень. Наприклад, Швеція робить часте використання електронних кайданів, що дозволяють ув'язненим жити вдома (але під постійним наглядом поліції, в тому числі проти-алкогольної поліції).

У той же час, за останні роки чисельність ув'язнених на душу населення збільшився згідно із загальним зростанням насильства і зі злочинами пов'язаними з наркотиками.
Шведська тюремна система зазвичай не важка. Акцент робиться на гуманне поводження з ув'язненими та їх реабілітацію. Як правило строки під арештом короткі і ув'язнені користуються високим стандартом обмеженого життя. Максимальне покарання довічного ув'язнення («життя»), через позбавлення волі на невизначений термін не більше ніж оболонка природного життя ув'язненого, а ув'язнений як правило буває звільнений по 15-20 роках ув'язнення від моменту арешту.